# Warsteiner Internationale Montgolfiade

Ballonstart auf der Warsteiner Montgolfiade

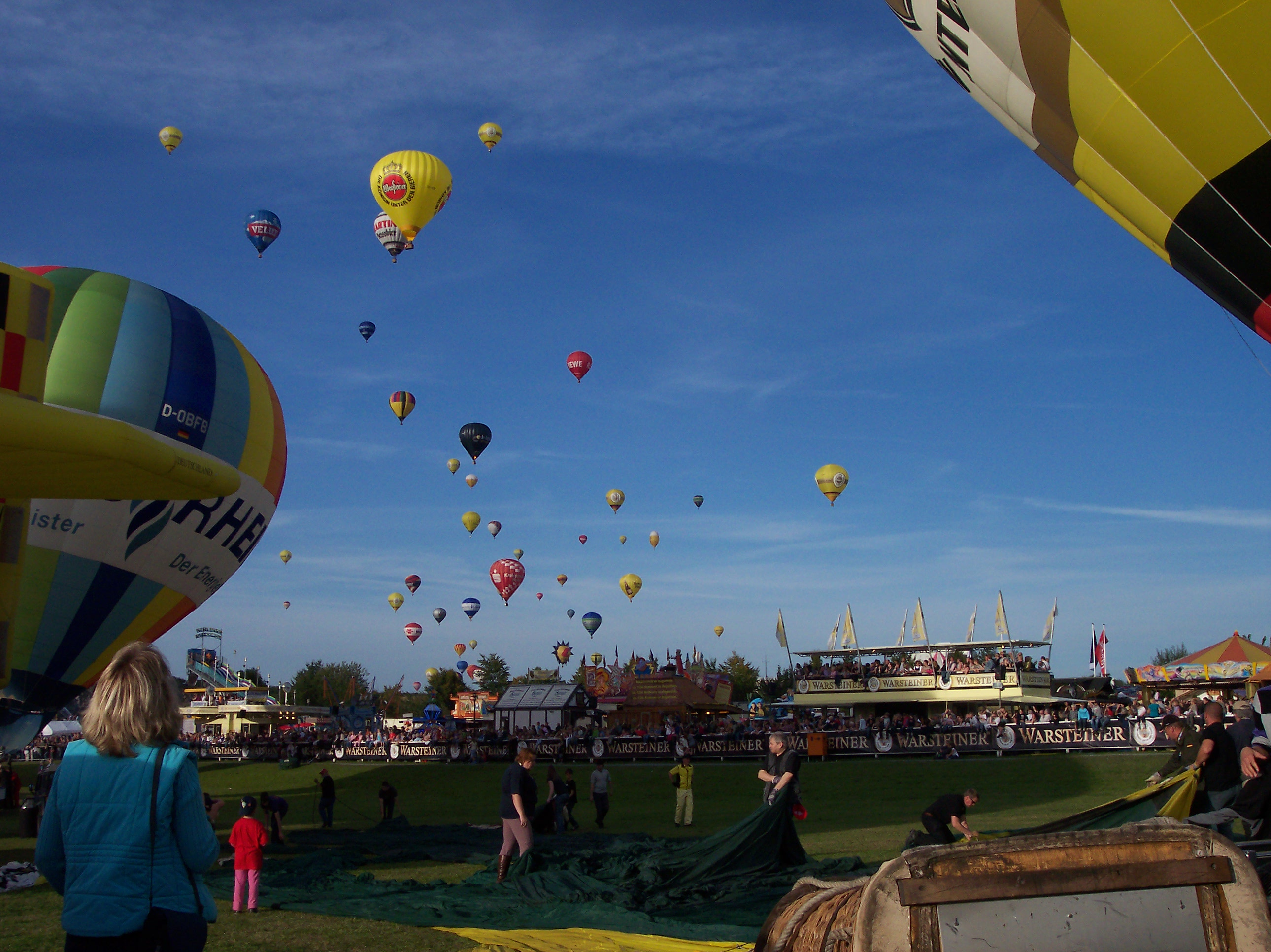
Ballonstart auf der Warsteiner Montgolfiade

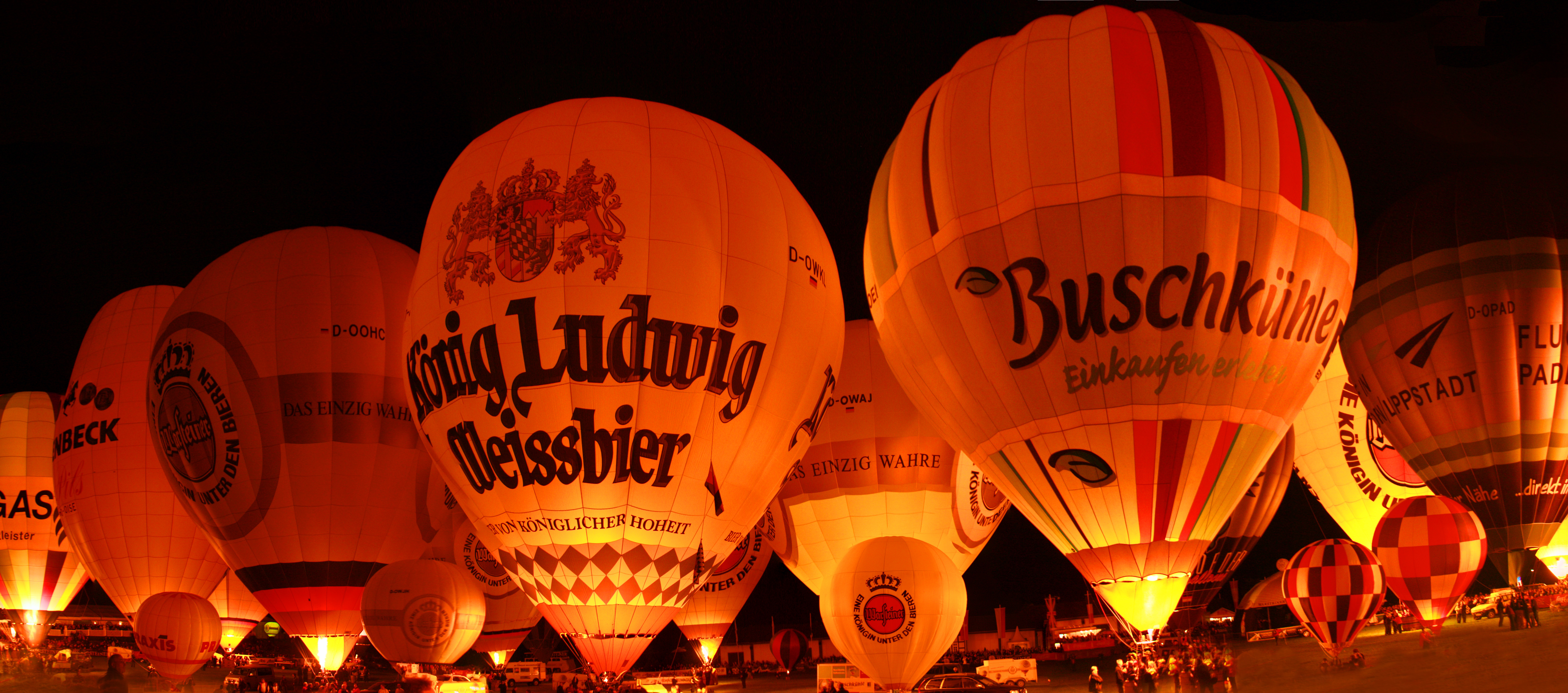
Ballonglühen

Die Warsteiner Internationale Montgolfiade (WIM) ist ein international bedeutender und größter europäischer Heißluftballon-Wettbewerb, der seit 1986 von der Warsteiner Brauerei im sauerländischen Warstein veranstaltet wird.

## Programm
2005 nahmen über 300 Teams aus ganz Europa an den verschiedenen Titelkämpfen teil. Während der Veranstaltungswoche finden täglich zweimal, einmal morgens und einmal am Spätnachmittag, Starts statt. Weitere Attraktionen sind die Sonderformen, sogenannten Special Shapes, die an beiden Wochenenden zu betrachten sind und der Paraballooning-Wettbewerb, der bislang dreimal ausgetragen wurde. Gleichzeitig ist die Montgolfiade das zweitgrößte Volksfest der Region mit zwei- bis dreihunderttausend Zuschauern nach der Allerheiligenkirmes in Soest. Das Kirmes-Gelände im Süden der Stadt ist vor allem beim sogenannten Nightglow (Ballonglühen) und an den beiden Samstagen, an denen das Eröffnungs- und Abschlussfeuerwerk stattfindet, gut besucht.
Zum 250-jährigen Jubiläum der Brauerei 2003 wurden zur Montgolfiade einige Prominente eingeladen, die ein Show- und Sport-Programm veranstalteten. In jener Woche kamen nach Angaben der Brauerei etwa 250.000 Besucher in die 30.000-Einwohner-Stadt.

## Austragungsrhythmus
In den Anfangsjahren wurde sie im Zweijahresrhythmus ausgetragen. Zwischen 1996 und 2019 fand sie jährlich am ersten September-Wochenende statt. Nach einer Unterbrechung in den Jahren 2020 bis 2022 war eine jährliche Austragung ab 2023 wieder geplant. 
Im Januar 2024 ergab eine Analyse der Veranstaltung von 2023, dass diese ein Ausmaß einer „Großveranstaltung von hohen Niveau“ erreicht habe, so dass man diese nur noch alle zwei Jahre durchführen wolle. Die nächste Veranstaltung ist daher für den 5. bis 13. September 2025 geplant.

## Ausfall der Veranstaltung
Die Warsteiner Internationale Montgolfiade 2013 wurde aufgrund einer in der Stadt Warstein ausgebrochenen massenhaften Legionellen-Infektion, an der über 160 Menschen erkrankten, abgesagt. Die für 2020 geplante Veranstaltung – es wäre das 30. Jubiläum gewesen – wurde aufgrund der COVID-19-Pandemie zunächst auf den 3. bis 11. September 2021 verschoben und stattdessen eine reine Ballonsportveranstaltung für 30 Ballons ohne Besucher unter dem Namen Warsteiner Balloon Challenge vom 10. bis 13. September 2020 durchgeführt. Im März 2021 wurde sie aufgrund des Andauerns der Pandemie erneut auf den 2. bis 11. September 2022 verschoben.
Im Juli 2022 wurde die Veranstaltung erneut abgesagt. Grund war diesmal die „aktuelle Energie-Notlage“ aufgrund der Reduzierung russischer Gaslieferungen als Reaktion auf die Sanktionen infolge des russischen Überfalls auf die Ukraine. Der Veranstalter erklärte, „Auch wenn zum Ballon fahren kein Erdgas, sondern Propangas eingesetzt wird, ist es ein Brennstoff, der zurzeit nicht unnötig verbraucht werden sollte.“ Die Jubiläumsveranstaltung wurde schließlich vom 1. bis 9. September 2023 durchgeführt.